# Hr.Ms. Poolster (1964)
Hr.Ms. Poolster was een Nederlands bevoorradingsschip van de Poolsterklasse. Het is het tweede schip bij de Nederlandse marine dat vernoemd is naar de Poolster. Na dertig jaar dienst te hebben gedaan werd het schip verkocht aan Pakistan, waar het dienstdoet onder de naam Moawin. Bij de Nederlandse marine werden de taken van de Poolster overgenomen door de Amsterdam.
Hr.Ms. Poolster was het laatste schip van de marine met stoomturbines (met oliestook) als voortstuwing. De ervaringen met dit schip werden verwerkt in een zusterschip dat elf jaar (in 1975) later werd gebouwd: Hr.Ms. Zuiderkruis. Dat schip kreeg diesels voor de voortstuwing en vele andere verbeteringen werden doorgevoerd. Als men beide schepen vergelijkt, dan is het opvallendste detailverschil tussen beide schepen de ronde ramen op de brug bij Hr.Ms. Poolster en de vierkante ramen op de brug van Hr.Ms. Zuiderkruis.